# Dobian
Dobian ist ein Ortsteil der Gemeinde Krölpa im thüringischen Saale-Orla-Kreis.

## Geographie
Dobian befindet sich etwa zweieinhalb Kilometer südwestlich der Ortslage Krölpa an der Straße von Könitz nach Ranis.

### Nahverkehr
Im öffentlichen Nahverkehr ist Dobian über die Haltestelle Dobian mit folgender Linie erreichbar:
- Bus 965 (KomBus): Gräfendorf – Dobian – Ranis – Krölpa – Pößneck

## Geschichte
Dobian wurde am 28. April 1324 erstmals urkundlich erwähnt. Er gehörte bis 1815 zum kursächsischen Amt Arnshaugk und kam nach dessen auf dem Wiener Kongress beschlossenen Abtretung an den preußischen Landkreis Ziegenrück, zu dem der Ort bis 1945 gehörte.

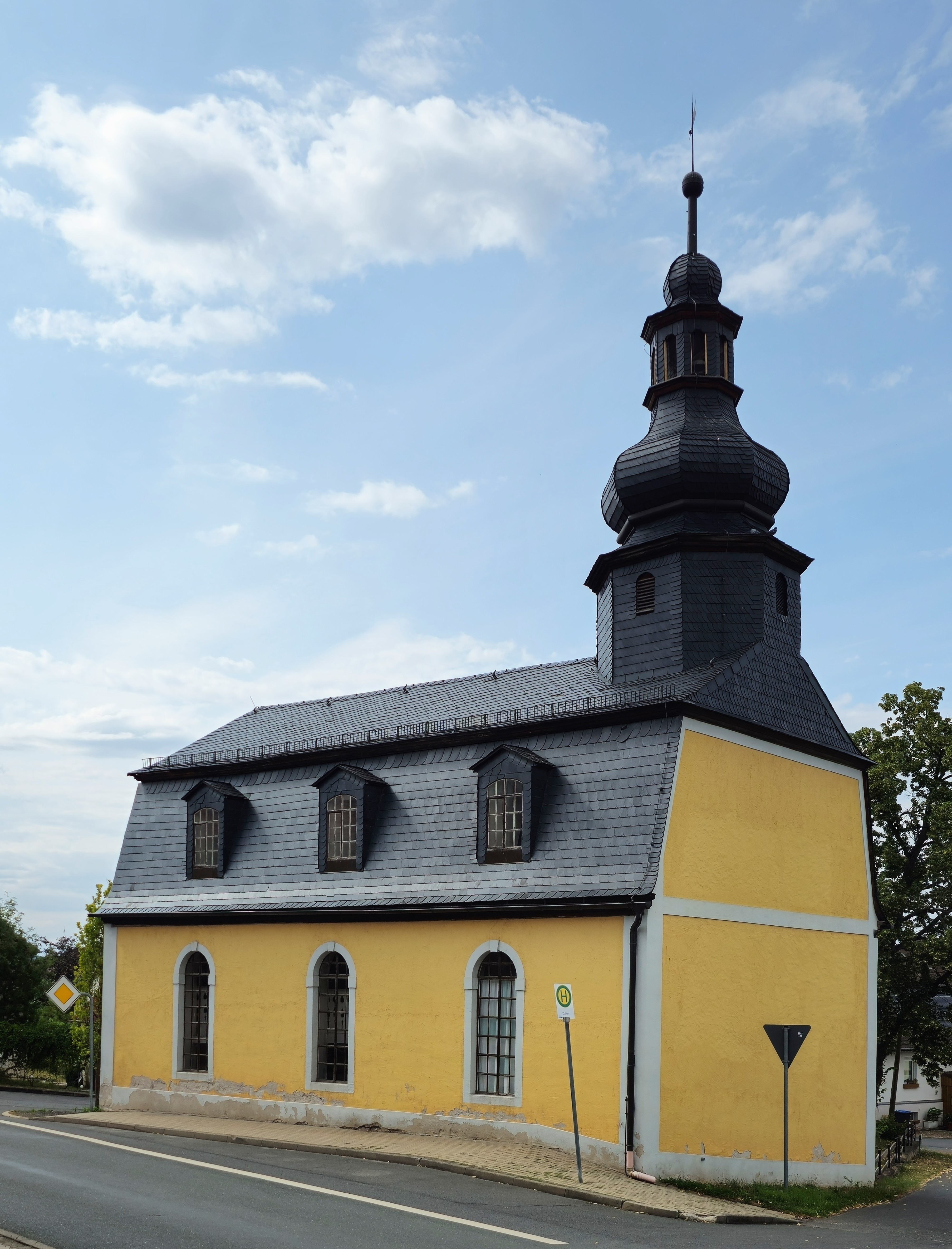
Dorfkirche in Dobian

Der Ort wurde am 1. Juli 1950 in die Gemeinde Gräfendorf eingemeindet, welche wiederum am 1. Januar 1997 nach Krölpa eingemeindet wurde.

### Einwohnerentwicklung
Die Einwohnerzahl betrug 1933 149 und stieg auf 186 im Jahr 1939.

### Dorfkirche
Die Kirche in Dobian ist eine barocke Saalkirche mit Mansarddach und einem Dachturm, der durch eine Haube mit Laterne abgeschlossen wird. Sie wird vom Kirchengemeindeverband Ranis-Gräfendorf im Kirchenkreis Schleiz der Evangelischen Kirche in Mitteldeutschland genutzt. Nach Schäden durch Blitzschlag 1990 waren umfangreiche Wiederherstellungen erforderlich.
Die Kirche ist am Portal inschriftlich auf das Jahr 1772 datiert. Das Innere ist von zwei Emporen umgeben. Zur Ausstattung gehören der Kanzelaltar, eine Taufe und die 11-registrige Orgel von Johann Friedrich Georgi, die 1888 von Hermann Meth aus Paulinzella überarbeitet wurde. Eine Bronzeglocke im Dachreiter aus dem 19. Jahrhundert dient als Geläut. Die Kirche besitzt keinen Stromanschluss und so benötigt das Orgelspiel regelmäßig einen Bälgetreter.